# Réseau de bus Pace
Pour les articles homonymes, voir Pace.

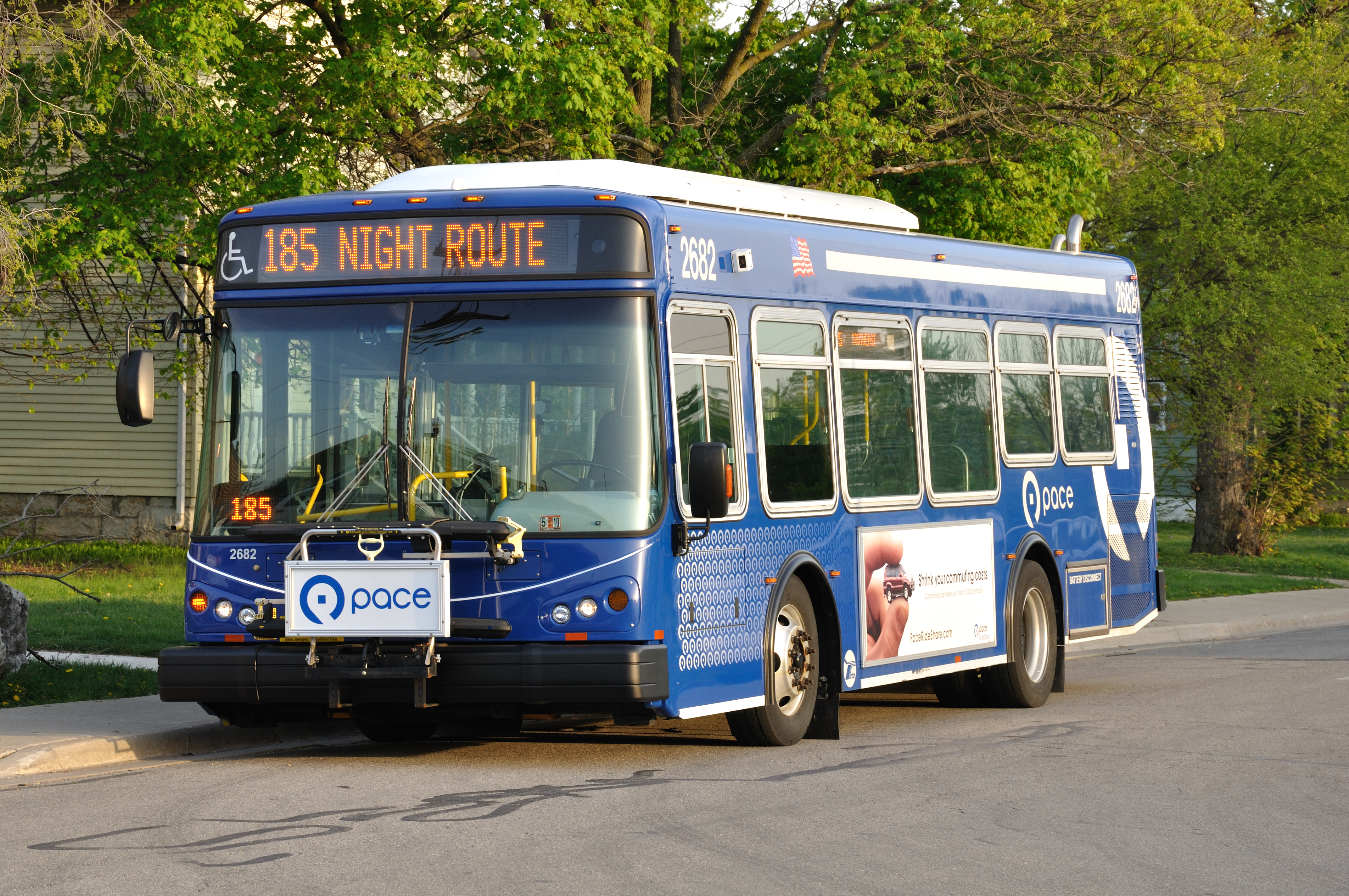
Un bus Pace à Naperville.

Le réseau de bus Pace fait partie de la division des transports par bus de la Regional Transportation Authority (RTA) établi dans l'agglomération de Chicago, aux États-Unis.

## Présentation
Le réseau de bus Pace fut créé en 1973 par la RTA et se compose aujourd'hui de 213 lignes et d'une flotte de 701 bus qui roulent à travers les banlieues de Chicago. 
Le siège est situé à Arlington Heights, une banlieue du nord-ouest de Chicago.
De nombreux terminus sont situés aux abords des stations du métro de Chicago ou des gares du Metra afin d'assurrer la correspondance avec les autres moyens de transport de Chicago.